# One team in Tallinn
One team in Tallinn – określenie meczu piłkarskiego z 9 października 1996 roku pomiędzy reprezentacjami Estonii i Szkocji w ramach eliminacji do Mistrzostw Świata 1998. Mecz, odbywający się na Stadionie Kadriorg, został przerwany po trzeciej sekundzie z powodu absencji drużyny Estonii. Wbrew oczekiwaniom zespołu szkockiego nie został przyznany walkower, a FIFA zadecydowała o powtórzeniu meczu na neutralnym terenie, który zakończył się remisem 0:0.

## Tło
Estonia i Szkocja grały w grupie 4 wraz z Austrią, Białorusią, Łotwą oraz Szwecją. W pierwszej kolejce Estonia przegrała z Białorusią 0:1, natomiast Szkocja zremisowała 0:0 z Austrią. W drugiej kolejce Estonia wygrała z Białorusią 1:0, natomiast Szkocja pokonała Łotwę 2:0. Obie drużyny przed spotkaniem w Tallinnie dzielił zatem jeden punkt.

## Kontrowersje przedmeczowe
W przeddzień meczu Szkocja trenowała na Stadionie Kadriorg. Podczas treningu zespół orzekł, że zamontowane na obiekcie tymczasowe oświetlenie jest niewystarczające, w efekcie czego sprawa została oprotestowana do FIFA. Federacja zdecydowała o przesunięciu godziny rozegrania meczu z pierwotnie zakładanej 18:45 EEST na 15:00 EEST. Estoński Związek Piłki Nożnej w związku z konsekwencjami logistycznymi oraz finansowymi nie był zadowolony z tej decyzji. Wskutek tego Estończycy odmówili rozegrania meczu o wcześniejszej porze, podczas gdy szkocka drużyna była gotowa na rozegranie meczu o 15:00.

## Mecz
Sędzia Miroslav Radoman wyprowadził szkockich piłkarzy na boisko, podczas gdy szkoccy kibice śpiewali „One team in Tallinn, There's only one team in Tallinn” (Jedna drużyna w Tallinnie. Jest tylko jedna drużyna w Tallinnie). Mecz rozpoczął Billy Dodds, piłki dotknął ponadto John Collins, po czym Radoman zakończył spotkanie. Po tym wydarzeniu niektórzy szkoccy kibice rozegrali na stadionie własny mecz.
Po południu na stadion przybyła drużyna estońska. W tym czasie zespół Szkocji był w trakcie podróży do domu.

## Powtórzenie meczu
Szkocja została zapewniona przez delegata FIFA o przyznaniu walkoweru. Podobna sytuacja miała miejsce w trakcie baraży interkontynentalnych do Mistrzostw Świata 1974 między reprezentacjami ZSRR i Chile, kiedy to zespół ZSRR odmówił gry na obiekcie wyznaczonym przez Chile i został ukarany walkowerem.
W listopadzie w tej sprawie zebrał się komitet wykonawczy FIFA pod przewodnictwem prezydenta UEFA i wiceprezydenta FIFA, Lennarta Johanssona. FIFA zdecydowała o nieprzyznaniu walkoweru, a powtórzeniu meczu na neutralnym terenie. Według szkockich obserwatorów Johansson chciał w ten sposób zwiększyć szanse reprezentacji Szwecji na kwalifikacje, tym bardziej że Gary McAllister, zawieszony pierwotnie na mecz z Estonią, w wyniku tej decyzji nie mógł ostatecznie zagrać ze Szwecją.
Mecz został powtórzony 11 lutego 1997 na Stadionie Ludwika II w Monako i zakończył się wynikiem 0:0. Mimo tego Szkocja zakończyła eliminacje na drugim miejscu w grupie, przed Szwecją, i jako zespół z drugiego miejsca z największą liczbą punktów zakwalifikowała się na mistrzostwa. Estonia zajęła w grupie piąte miejsce i nie zakwalifikowała się na finały.

### Raport i składy
| 11 lutego 1997 20:00 CET | Estonia | 0:0Raport | Szkocja | Stade Louis II, Monako Widzów: 3 766 Sędzia: Miroslav Radoman (Jugosławia) Asystenci: Djukelić, Matić (Jugosławia) |
|                          |         |           |         | |

| Estonia | Szkocja |

|                  |    |                      |     |
|                  |    |                      |     |
| BR               | 1  | Mart Poom            |     |
| OB               | 14 | Urmas Kirs           |     |
| OB               | 4  | Sergei Hohlov-Simson |     |
| OB               | 2  | Marek Lemsalu        |     |
| OB               | 3  | Urmas Rooba          |     |
| PO               | 10 | Martin Reim          |     |
| PO               | 8  | Liivo Leetma         | 76' |
| PO               | 7  | Meelis Rooba         | 67' |
| PO               | 6  | Viktor Alonen 31'    |     |
| NA               | 9  | Marko Kristal        |     |
| NA               | 5  | Indrek Zelinski 55'  |     |
| Rezerwowi:       |    |                      |     |
| BR               |    | Martin Kaalma        |     |
| OB               |    | Janek Meet           |     |
| OB               |    | Raivo Nõmmik         |     |
| OB               |    | Gert Olesk           |     |
| PO               | 17 | Mati Pari            | 67' |
| NA               |    | Argo Arbeiter        |     |
| NA               | 11 | Andres Oper          | 76' |
| Trener:          |    |                      |     |
| Teitur Þórðarson |    |                      |     |

|             |    |                     |     |
|             |    |                     |     |
| BR          | 1  | Andy Goram          |     |
| OB          | 2  | Jackie McNamara 72' | 75' |
| OB          | 3  | Tommy Boyd          |     |
| OB          | 4  | Colin Calderwood    |     |
| OB          | 5  | Colin Hendry        |     |
| PO          | 8  | Paul McStay         | 63' |
| PO          | 10 | Gary McAllister 88' |     |
| PO          | 7  | John Collins 40'    |     |
| NA          | 11 | John McGinlay       | 72' |
| NA          | 9  | Duncan Ferguson     |     |
| NA          | 6  | Kevin Gallacher     |     |
| Rezerwowi:  |    |                     |     |
| BR          |    | Jim Leighton        |     |
| OB          | 13 | Tosh McKinlay       | 75' |
| PO          |    | Eoin Jess           |     |
| PO          |    | Paul Lambert        |     |
| PO          |    | Billy McKinlay      |     |
| PO          | 18 | Ian Ferguson        | 63' |
| NA          | 16 | Ally McCoist        | 72' |
| Trener:     |    |                     |     |
| Craig Brown |    |                     |     |